# Peujard
Peujard est une commune française, située dans le département de la Gironde, en région Nouvelle-Aquitaine.

## Géographie

### Description

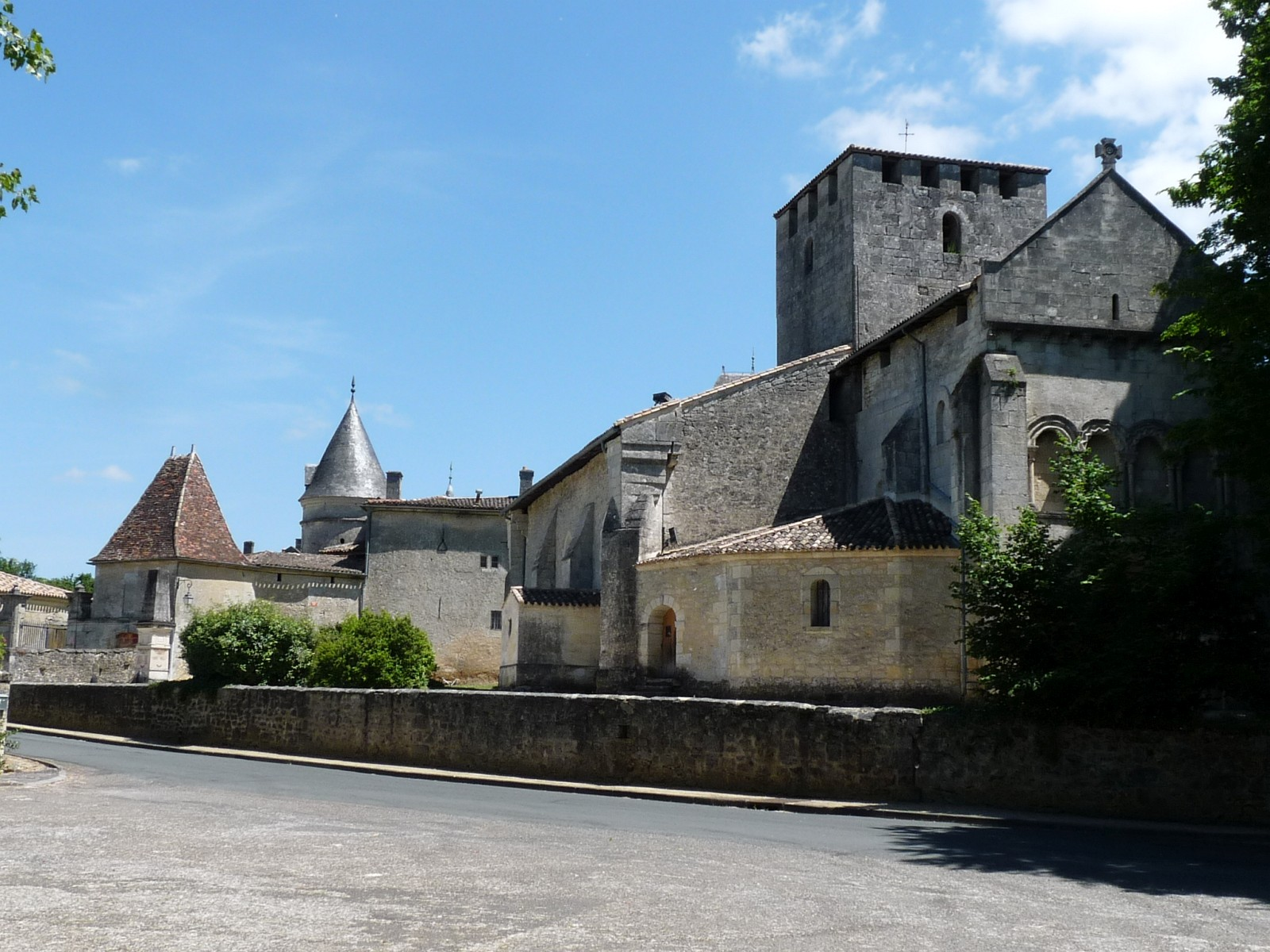
Le centre du bourg : l'église et le château

Commune de l'aire d'attraction de Bordeaux située dans le Cubzaguais, la commune est limitée à l'est par la RN 10 entre Bordeaux et Angoulême et à l'ouest par l'autoroute A10 entre Bordeaux et Saintes.

### Communes limitrophes
Les communes limitrophes sont  Cubnezais, Cézac, Gauriaguet, Saint-Laurent-d'Arce, Val de Virvée et Virsac.
| Cézac                | Cubnezais |               |
| Saint-Laurent-d'Arce | Peujard   | Gauriaguet    |
|                      | Virsac    | Val de Virvée |

### Climat
Pour des articles plus généraux, voir Climat de la Nouvelle-Aquitaine et Climat de la Gironde.
Historiquement, la commune est exposée à un climat océanique aquitain.  
En 2020, Météo-France publie une typologie des climats de la France métropolitaine dans laquelle la commune est exposée à un climat océanique et est dans la région climatique Aquitaine, Gascogne, caractérisée par une pluviométrie abondante au printemps, modérée en automne, un faible ensoleillement au printemps, un été chaud (19,5 °C), des vents faibles, des brouillards fréquents en automne et en hiver et des orages fréquents en été (15 à 20 jours).
Pour la période 1971-2000, la température annuelle moyenne est de 12,9 °C, avec une amplitude thermique annuelle de 14,6 °C. Le cumul annuel moyen de précipitations est de 909 mm, avec 12,1 jours de précipitations en janvier et 6,9 jours en juillet. Pour la période 1991-2020, la température moyenne annuelle observée sur la station météorologique la plus proche, située sur la commune de Saint-Gervais à 4,07 km à vol d'oiseau, est de 13,9 °C et le cumul annuel moyen de précipitations est de 824,9 mm,. Pour l'avenir, les paramètres climatiques de la commune estimés pour 2050 selon différents scénarios d’émission de gaz à effet de serre sont consultables sur un site dédié publié par Météo-France en novembre 2022.

## Urbanisme

### Typologie
Au 1er janvier 2024, Peujard est catégorisée bourg rural, selon la nouvelle grille communale de densité à sept niveaux définie par l'Insee en 2022.
Elle est située hors unité urbaine. Par ailleurs la commune fait partie de l'aire d'attraction de Bordeaux, dont elle est une commune de la couronne,. Cette aire, qui regroupe 275 communes, est catégorisée dans les aires de 700 000 habitants ou plus (hors Paris),.

### Occupation des sols

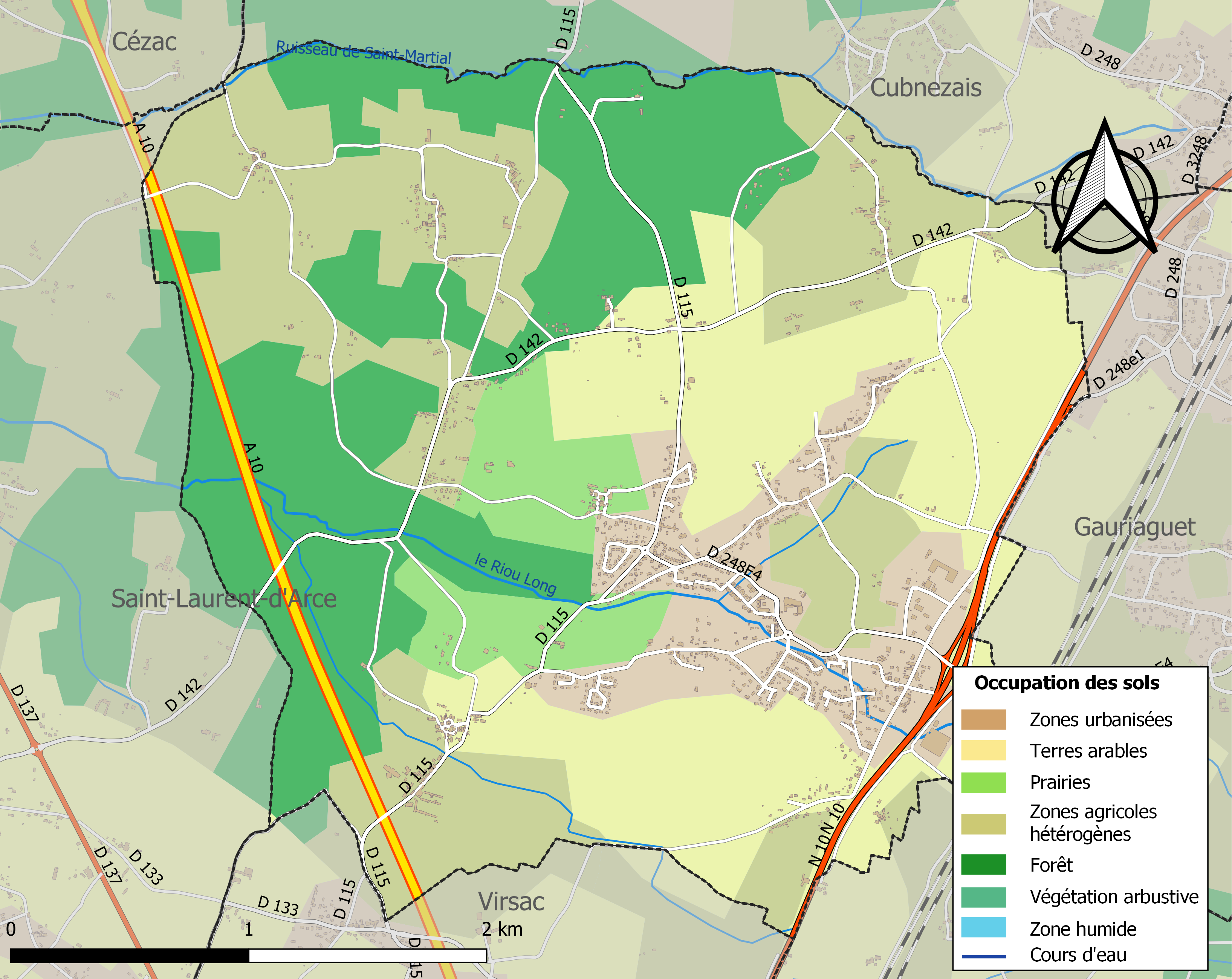
Carte des infrastructures et de l'occupation des sols de la commune en 2018 (CLC).

L'occupation des sols de la commune, telle qu'elle ressort de la base de données européenne d’occupation biophysique des sols Corine Land Cover (CLC), est marquée par l'importance des territoires agricoles (61,4 % en 2018), en diminution par rapport à 1990 (80,9 %). La répartition détaillée en 2018 est la suivante : 
zones agricoles hétérogènes (29,3 %), forêts (27,1 %), cultures permanentes (25,7 %), zones urbanisées (11,4 %), prairies (6,5 %). L'évolution de l’occupation des sols de la commune et de ses infrastructures peut être observée sur les différentes représentations cartographiques du territoire : la carte de Cassini (XVIIIe siècle), la carte d'état-major (1820-1866) et les cartes ou photos aériennes de l'IGN pour la période actuelle (1950 à aujourd'hui).

### Habitat et logement
En 2018, le nombre total de logements dans la commune était de 830, alors qu'il était de 739 en 2013 et de 615 en 2008.
Parmi ces logements, 95,4 % étaient des résidences principales, 0,5 % des résidences secondaires et 4,1 % des logements vacants. Ces logements étaient pour 98,5 % d'entre eux des maisons individuelles et pour 1,1 % des appartements.
Le tableau ci-dessous présente la typologie des logements à Peujard en 2018 en comparaison avec celle de la Gironde et de la France entière. Une caractéristique marquante du parc de logements est ainsi une proportion de résidences secondaires et logements occasionnels (0,5 %) très inférieure à celle du département (8,9 %) et à celle de la France entière (9,7 %). Concernant le statut d'occupation de ces logements, 77,4 % des habitants de la commune sont propriétaires de leur logement (77,8 % en 2013), contre 54,7 % pour la Gironde et 57,5 % pour la France entière.
| Typologie                                               | Peujard | Gironde | France entière |
| ------------------------------------------------------- | ------- | ------- | -------------- |
| Résidences principales (en %)                           | 95,4    | 84,9    | 82,1           |
| Résidences secondaires et logements occasionnels (en %) | 0,5     | 8,9     | 9,7            |
| Logements vacants (en %)                                | 4,1     | 6,2     | 8,2            |

### Risques naturels et technologiques
Le territoire de la commune de Peujard est vulnérable à différents aléas naturels : météorologiques (tempête, orage, neige, grand froid, canicule ou sécheresse), inondations, mouvements de terrains et séisme (sismicité faible). Un site publié par le BRGM permet d'évaluer simplement et rapidement les risques d'un bien localisé soit par son adresse soit par le numéro de sa parcelle.
La commune a été reconnue en état de catastrophe naturelle au titre des dommages causés par les inondations et coulées de boue survenues en 1982, 1999 et 2009,.
Les mouvements de terrains susceptibles de se produire sur la commune sont des tassements différentiels.

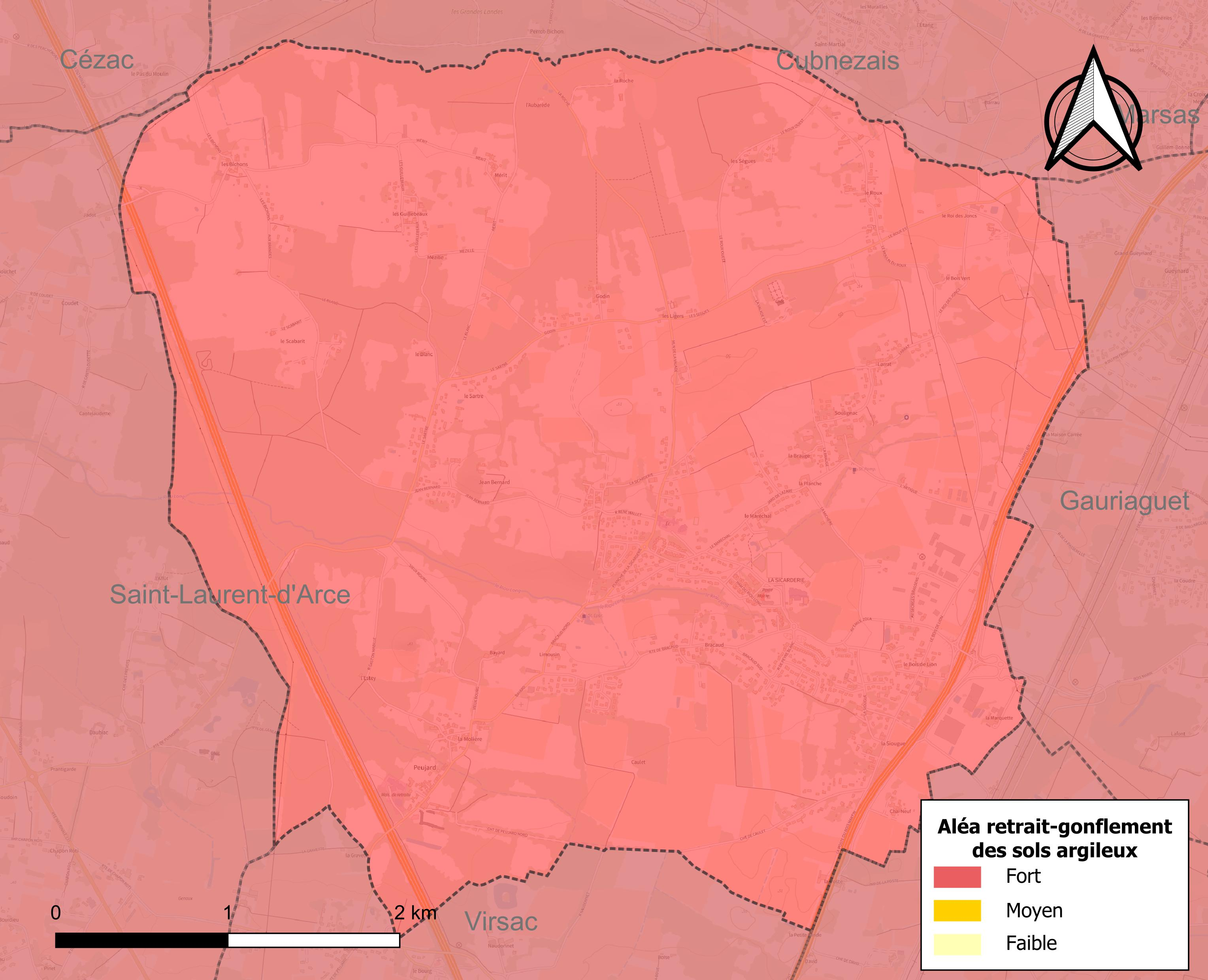
Carte des zones d'aléa retrait-gonflement des sols argileux de Peujard.

Le retrait-gonflement des sols argileux est susceptible d'engendrer des dommages importants aux bâtiments en cas d’alternance de périodes de sécheresse et de pluie. La totalité de la commune est en aléa moyen ou fort (67,4 % au niveau départemental et 48,5 % au niveau national). Sur les 806 bâtiments dénombrés sur la commune en 2019, 806 sont en aléa moyen ou fort, soit 100 %, à comparer aux 84 % au niveau départemental et 54 % au niveau national. Une cartographie de l'exposition du territoire national au retrait gonflement des sols argileux est disponible sur le site du BRGM,.
Par ailleurs, afin de mieux appréhender le risque d’affaissement de terrain, l'inventaire national des cavités souterraines permet de localiser celles situées sur la commune.
Concernant les mouvements de terrains, la commune a été reconnue en état de catastrophe naturelle au titre des dommages causés par la sécheresse en 1989 et 2003 et par des mouvements de terrain en 1999.

## Politique et administration

### Rattachements administratifs et électoraux

#### Rattachements administratifs
La commune se trouve, qui faisait partie depuis la Révolution française de l'arrondissement de Bordeaux, est intégré en 2006 à l'arrondissement de Blaye du département de la Gironde,,..
Elle faisait partie depuis 1802 du canton de Lassigny. Dans le cadre du redécoupage cantonal de 2014 en France, cette circonscription administrative territoriale a disparu, et le canton n'est plus qu'une circonscription électorale.

#### Rattachements électoraux
Pour les élections départementales, la commune fait partie depuis 2014 du canton du Nord-Gironde
Pour l'élection des députés, elle fait partie de la onzième circonscription de la Gironde.

### Intercommunalité
Peujard est membre  fondateur de la communauté de communes du Grand Cubzaguais, un établissement public de coopération intercommunale (EPCI) à fiscalité propre créé en 2001 sous le nom de « Communauté de Communes du Cubzaguais »  et auquel la commune avait transféré un certain nombre de ses compétences, dans les conditions déterminées par le code général des collectivités territoriales.

### Liste des maires
| Période                                  | Période                        | Identité            | Étiquette | Qualité |
| ---------------------------------------- | ------------------------------ | ------------------- | --------- | --- |
| Les données manquantes sont à compléter. |                                |                     |           | |
|                                          | 1983                           | Simon Bordessoulles |           | |
| mars 1983                                | septembre 2022,                | Christian Mabille   | PS        | Agriculteur retraité Conseiller régional d'Aquitaine (2004 → 2010) Président de la CC du Cubzaguais (2000 → 2012) Mandat 2020-2026 écourté par la démission d'une partie du conseil municipal. |
| septembre 2022,                          | En cours (au 16 décembre 2022) | José Lagabarre      | PS        | Employé retraité |

## Équipements et services publics

### Enseignement
La commune comprend une école primaire et un collège d'enseignement général, Émile-Durkheim.

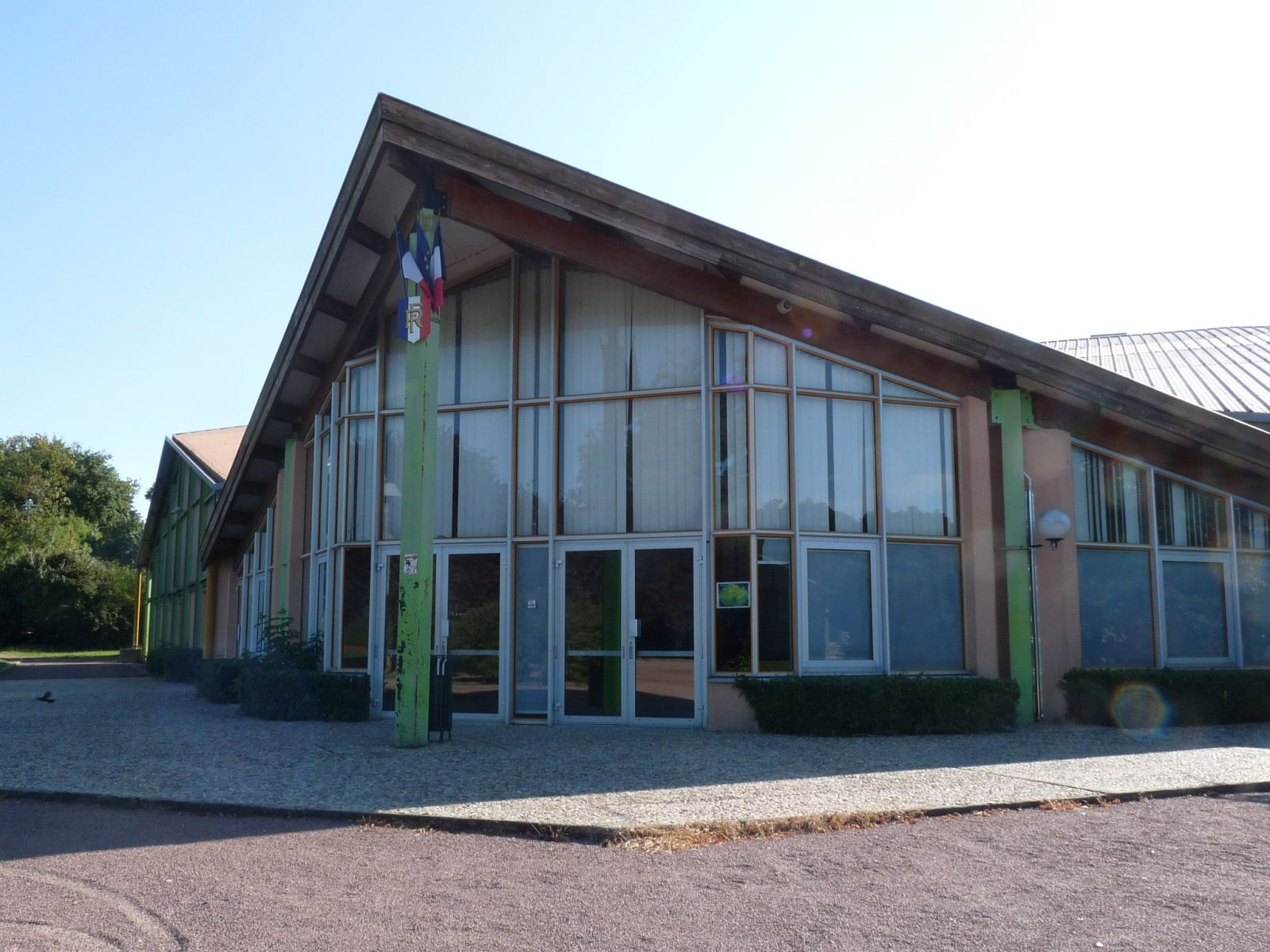
La salle des fêtes.
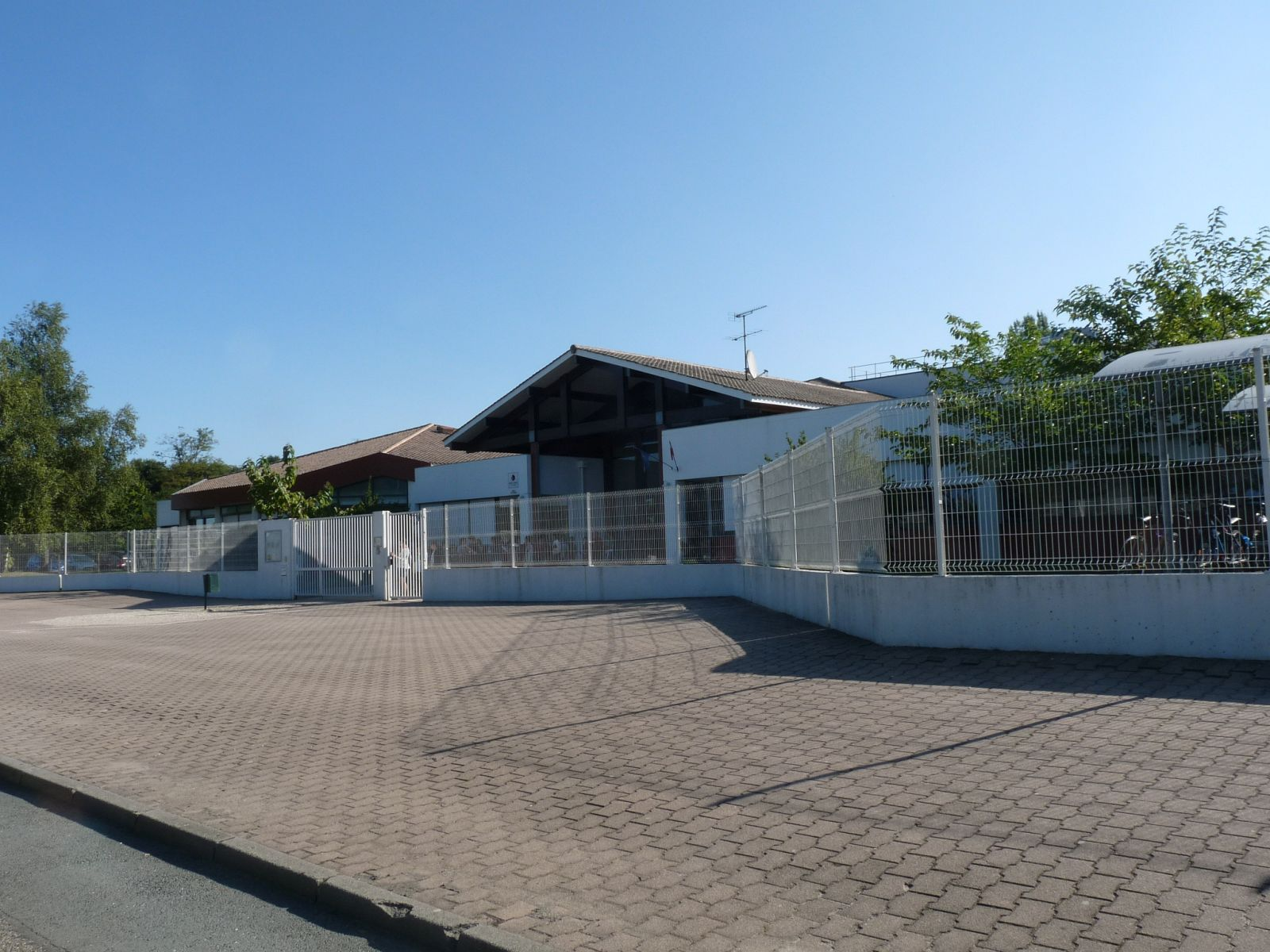
Le collège.

### Commerces

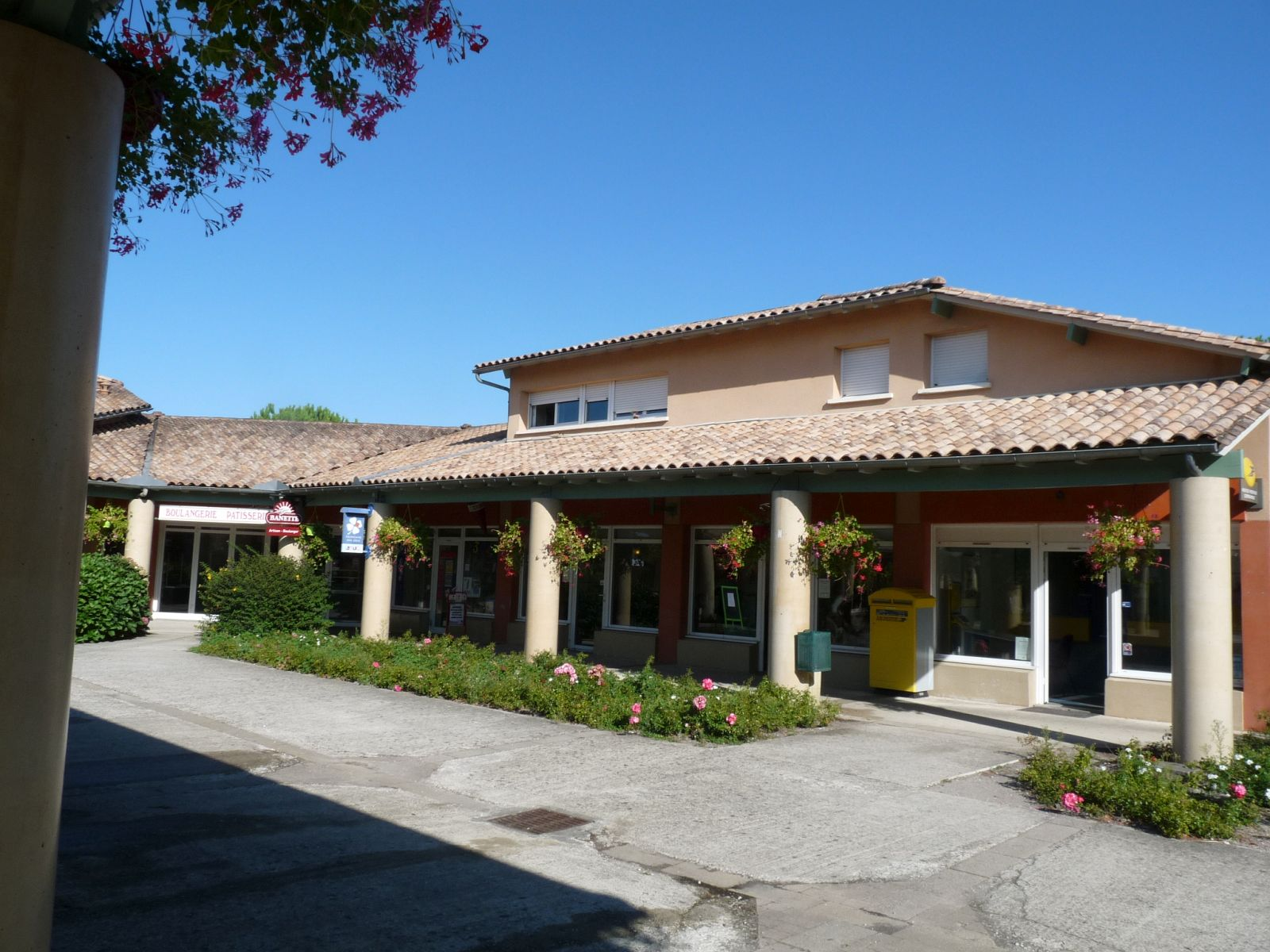
Les commerces, près de la mairie.

## Démographie
L'évolution du nombre d'habitants est connue à travers les recensements de la population effectués dans la commune depuis 1793. Pour les communes de moins de 10 000 habitants, une enquête de recensement portant sur toute la population est réalisée tous les cinq ans, les populations de référence des années intermédiaires étant quant à elles estimées par interpolation ou extrapolation. Pour la commune, le premier recensement exhaustif entrant dans le cadre du nouveau dispositif a été réalisé en 2004.

En 2022, la commune comptait 2 191 habitants, en évolution de +0,27 % par rapport à 2016 (Gironde : +6,91 %, France hors Mayotte : +2,11 %).
| 1793 | 1800 | 1806 | 1821 | 1831 | 1836 | 1841 | 1846 | 1851 |
| ---- | ---- | ---- | ---- | ---- | ---- | ---- | ---- | ---- |
| 783  | 698  | 712  | 778  | 752  | 692  | 745  | 720  | 748  |

| 1856 | 1861 | 1866 | 1872 | 1876 | 1881 | 1886 | 1891 | 1896 |
| ---- | ---- | ---- | ---- | ---- | ---- | ---- | ---- | ---- |
| 771  | 703  | 722  | 728  | 696  | 732  | 703  | 749  | 705  |

| 1901 | 1906 | 1911 | 1921 | 1926 | 1931 | 1936 | 1946 | 1954 |
| ---- | ---- | ---- | ---- | ---- | ---- | ---- | ---- | ---- |
| 667  | 667  | 624  | 626  | 594  | 557  | 518  | 525  | 575  |

| 1962 | 1968 | 1975 | 1982 | 1990  | 1999  | 2004  | 2006  | 2009  |
| ---- | ---- | ---- | ---- | ----- | ----- | ----- | ----- | ----- |
| 585  | 596  | 598  | 879  | 1 039 | 1 399 | 1 569 | 1 616 | 1 732 |

| 2014  | 2019  | 2022  | - | - | - | - | - | - |
| ----- | ----- | ----- | - | - | - | - | - | - |
| 2 129 | 2 148 | 2 191 | - | - | - | - | - | - |

## Culture locale et patrimoine

### Lieux et monuments
- L'église Notre-Dame est une église romane, classée au titre des monuments historiques depuis 1908[28]. Fondée au XIe siècle et complétée au XIIe siècle par un portail d'inspiration saintongeaise et par un clocher. Au cours des guerres de Religion, l'édifice est fortifié[29].
- Château, près de l'église, appartenant à la famille de Las Cases.

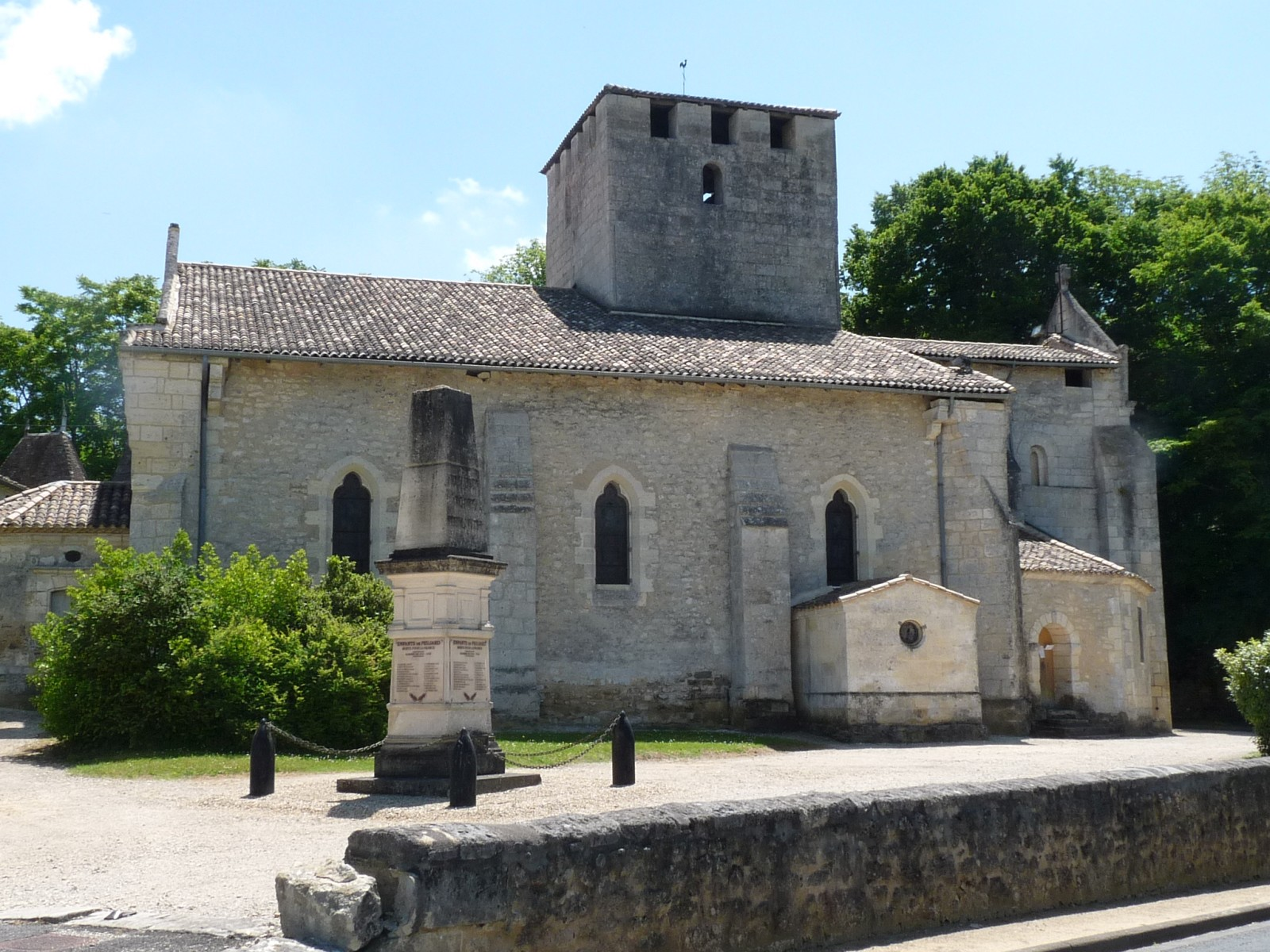
L'église Notre-Dame.
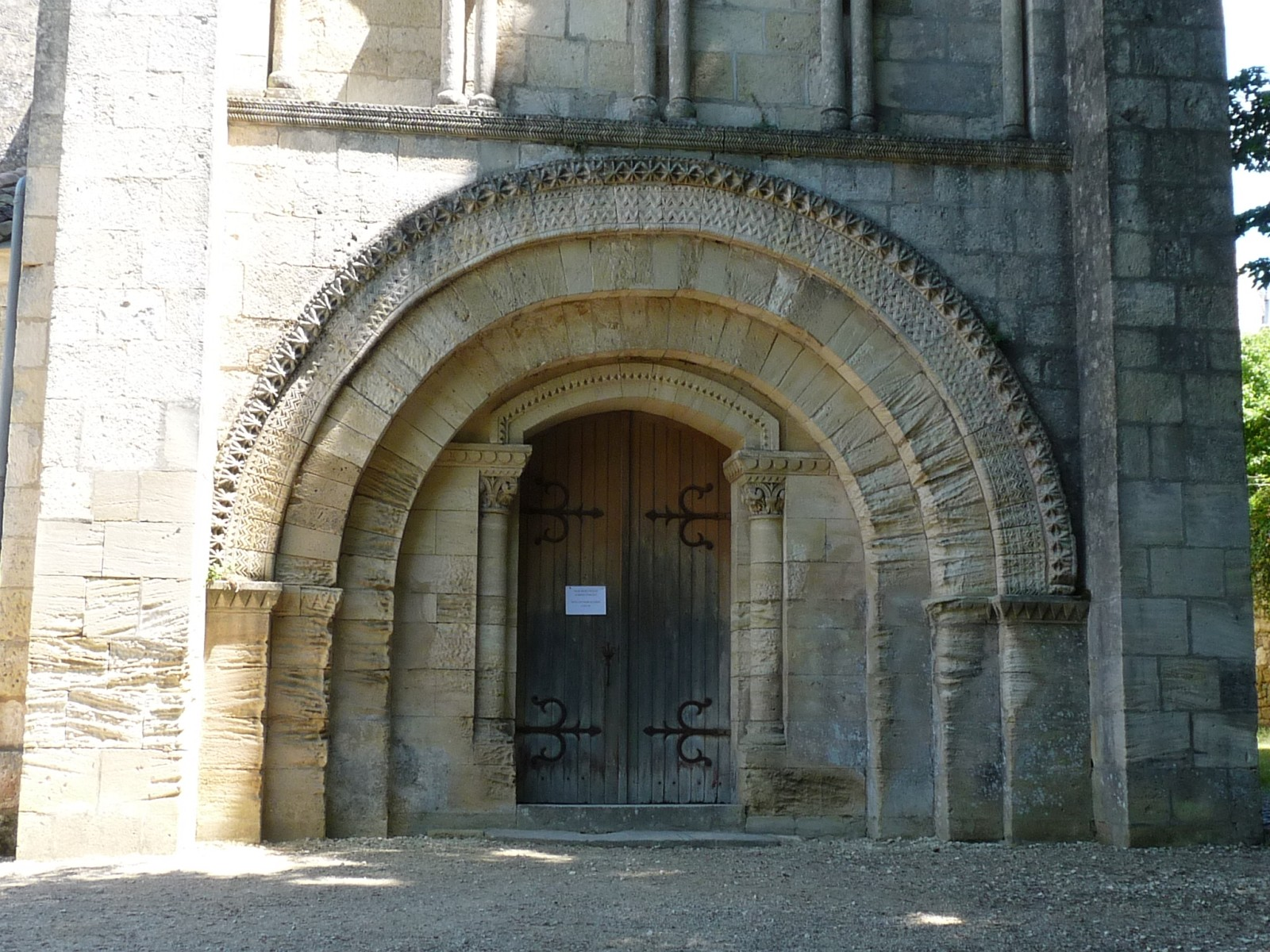
Portail de l'église.
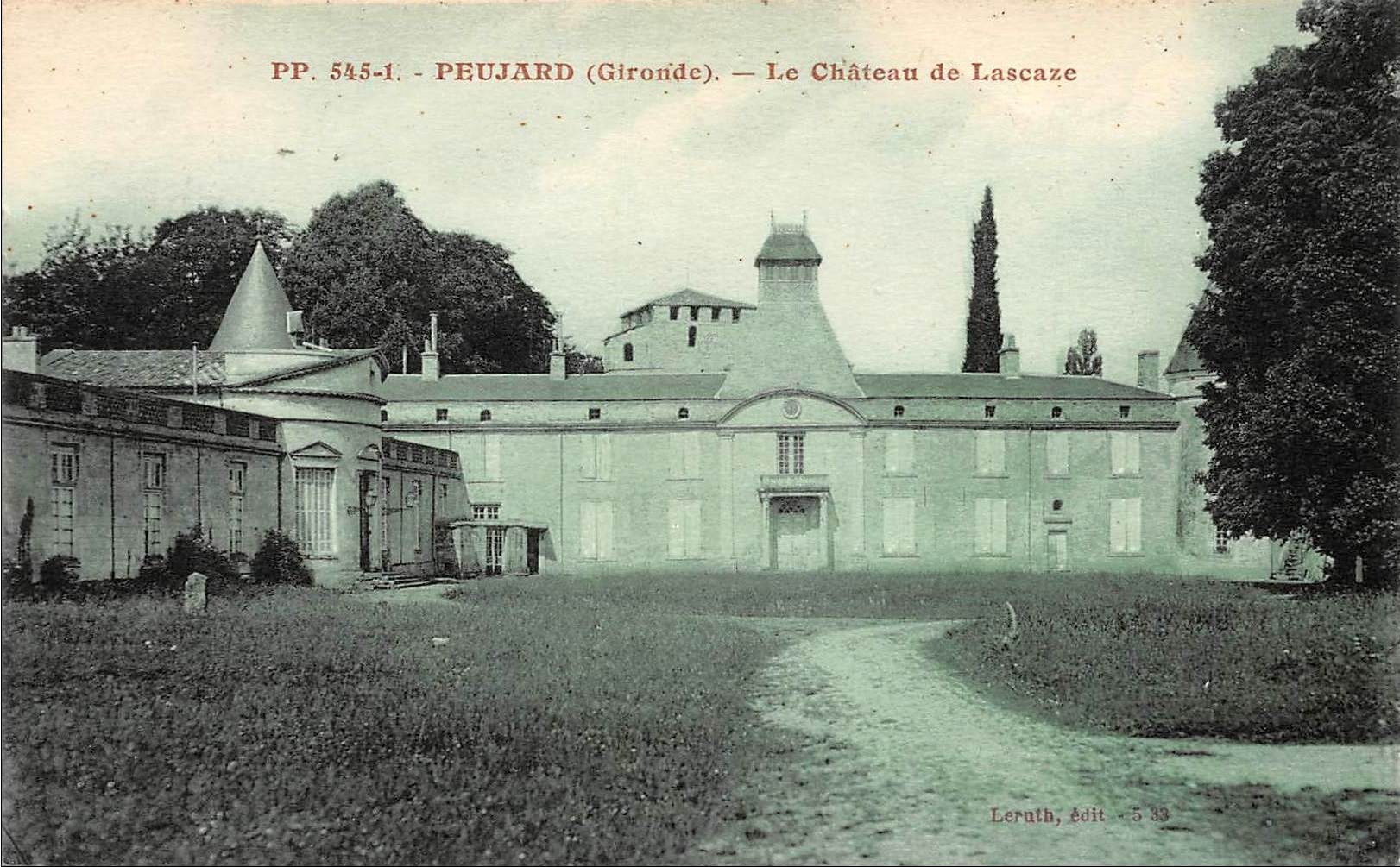
Le château côté jardin.
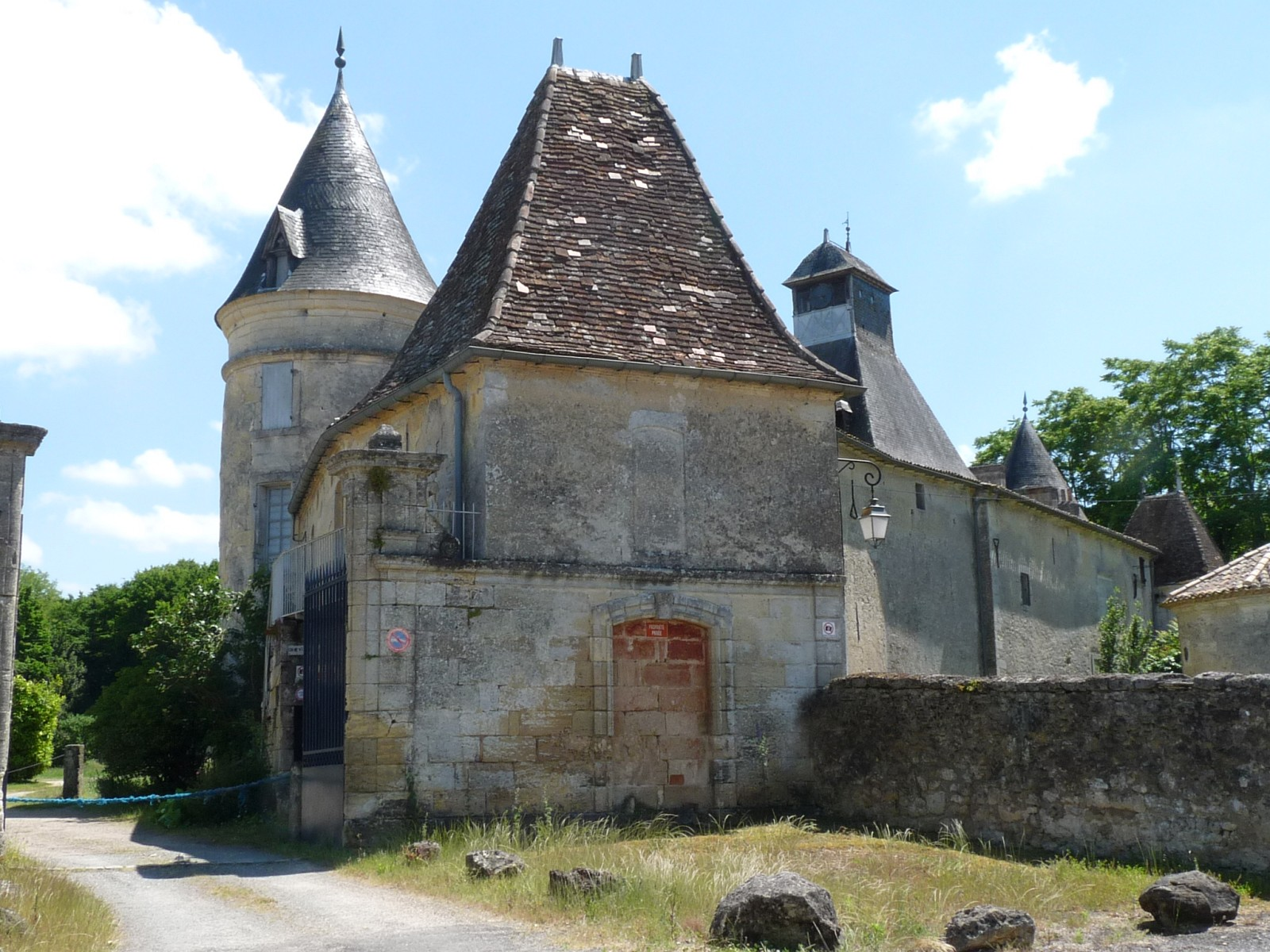
Le château.
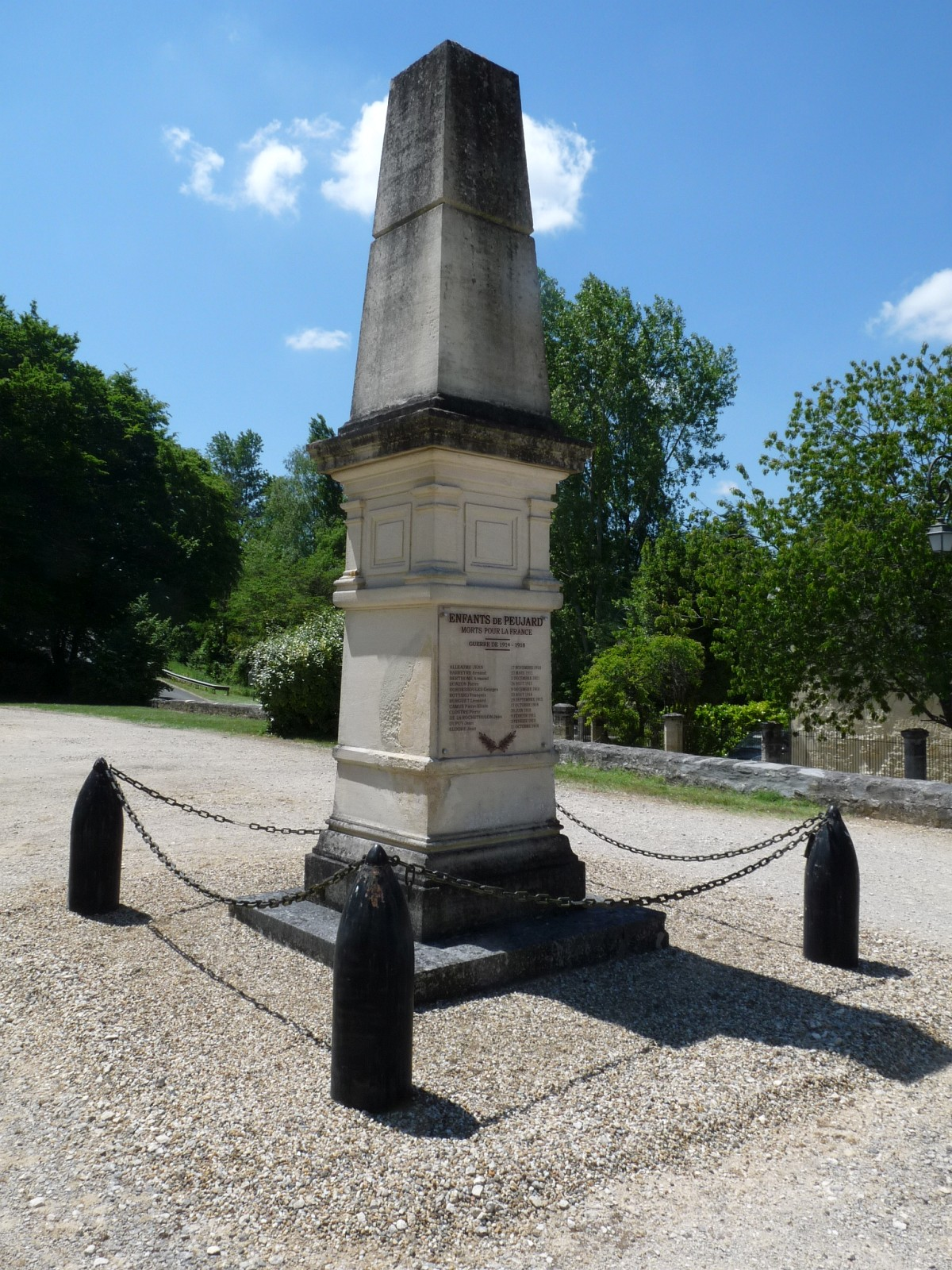
Monument aux morts.

## Pour approfondir